# Dream Street Rose
Dream Street Rose è un album in studio del cantautore canadese Gordon Lightfoot, pubblicato nel 1980.

## Tracce
Tutte le tracce sono state scritte da Gordon Lightfoot, eccetto dove indicato.

1. Sea of Tranquility – 3:17
2. Ghosts of Cape Horn – 4:09
3. Dream Street Rose – 2:58
4. On the High Seas – 3:18
5. Whisper My Name – 3:12
6. If You Need Me – 2:50
7. Hey You – 2:53
8. Make Way for the Lady – 3:43
9. Mister Rock of Ages – 3:33
10. The Auctioneer (Leroy Van Dyke, Buddy Black) – 3:51